# Derrick Atkins
Derrick Atkins (Kingston, 5 januari 1984) is een Bahamaans sprinter, die is gespecialiseerd in de 100 en 200 m. Hij nam tweemaal deel aan de Olympische Spelen: 2008 en 2012. Zijn grootste succes tot op heden is het winnen van een zilveren medaille op de wereldkampioenschappen van 2007, waar hij eindigde achter Tyson Gay.

## Loopbaan
Atkins deed mee aan de WK van 2005 in Helsinki, maar kwam met een tijd van 11,57 s niet door de voorrondes heen. 
Op de Centraal-Amerikaanse en Caraïbische Spelen in 2006 behaalde Atkins een zilveren medaille achter Churandy Martina. Hij liep op deze Spelen tijdens de voorronde een nieuw nationaal record van 10,08. Ook was hij dat jaar succesvol tijdens de Noord-Amerikaanse, Centraal-Amerikaanse en Caraïbische (NACAC) kampioenschappen voor neo-senioren: hij won de 100 m en werd tweede bij de 200 m en de estafette.
Op 28 april 2007 verbeterde hij zijn nationale record tot 9,98 en op 2 juli 2007 tot 9,95. Tijdens de WK in Osaka overtrof Atkins zichzelf in de finale. Hij sprintte naar 9,91 en eindigde als tweede. Hij liep enkele malen nog sneller, maar deze tijden konden niet worden erkend wegens te veel rugwind: 9,83 (+2,3 m/s) en 9,86 (+2,4 m/s).
Derrick Atkins won bij afwezigheid van Asafa Powell de IAAF Golden League-wedstrijd Gaz de France in 10,00. Hij versloeg hiermee de Amerikanen Mark Jelks (10,09) en Shawn Crawford (10,13). Op de Olympische Spelen van 2008 in Peking sneuvelde hij in de halve finale van de 100 m met een tijd van 10,13. 
Vanaf 2009 ging het bergafwaarts met Atkins: tijdens de WK van Berlijn moest Atkins al na de series afscheid nemen van de wedstrijd: hij eindigde als vijfde in zijn serie in 10,44. Ook kwamen zijn prestaties niet meer in de buurt van de 10-secondengrens die hij in zijn hoogtijperiode verbrak, onder andere door blessureleed. Hij nam dan ook niet deel aan de WK van 2011 in Daegu. In 2012 wist hij zich wel terug te vechten naar de Olympische Spelen. Hij kwam daar tot 10,08 in de halve finale, wat hem geen finaleplek opleverde, maar wel zijn beste tijd sinds 2008.
Atkins werd geboren in het Jamaicaanse Kingston en is een neef (tweedegraads) van Asafa Powell. Hij heeft tot 2006 gestudeerd aan de Dickinson State University in Dickinson (North Dakota). Zijn trainer is Mike Holloway.

## Titels
- Bahamaans kampioen 100 m - 2005, 2006
- NACAC kampioen U23 100 m - 2006

## Persoonlijke records
Outdoor
| Onderdeel    | Prestatie   | Datum            | Plaats    |
| ------------ | ----------- | ---------------- | --------- |
| 100 m        | 9,91 s (NR) | 26 augustus 2007 | Osaka     |
| 200 m        | 20,35 s     | 9 mei 2009       | Athene    |
| 400 m horden | 51,68 s     | 10 mei 2003      | Princeton |

Indoor
| Onderdeel | Prestatie | Datum            | Plaats     |
| --------- | --------- | ---------------- | ---------- |
| 60 m      | 6,71 s    | 14 februari 2014 | Birmingham |

## Prestatieontwikkeling
| Jaar | 100 m | 200 m |
| ---- | ----- | ----- |
| 2003 | 10,34 | 20,87 |
| 2004 | 10,49 | 20,94 |
| 2005 | 10,21 | 20,86 |
| 2006 | 10,08 | 20,69 |
| 2007 | 9,91  | 20,50 |
| 2008 | 10,02 | 20,44 |
| 2009 | 10,17 | 20,35 |
| 2010 | 10,13 | 20,84 |
| 2011 | -     | -     |
| 2012 | 10,08 | -     |
| 2013 | 10,06 | 20,87 |

## Palmares

### 100 m
Kampioenschappen
- 2005: 6e in serie WK - 11,57 s
- 2006:  NACAC-kamp. (U23) - 10,15 s
- 2006:  Centraal-Amerikaanse en Caraïbische Spelen - 10,13
- 2007:  WK - 9,91 s
- 2008: 6e in ½ fin. OS - 10,13 s
- 2009: 5e in serie WK - 10,44 s
- 2012: 4e in ½ fin. OS - 10,08 s

Golden League-podiumplekken
- 2007:  Meeting Gaz de France – 10,00 s
- 2007:  Golden Gala – 10,02 s
- 2008:  Bislett Games – 9,98 s
- 2008:  Golden Gala – 10,04 s

### 200 m
- 2006:  NACAC-kamp (U23) - 20,69 s

### 4 x 100 m
- 2003: 4e Centraal-Amerikaanse en Caraïbische kamp.
- 2004:  NACAC-kamp. (U23) - 40,24 s
- 2005:  Centraal-Amerikaanse en Caraïbische kamp. - 39,08 s
- 2006:  NACAC-kamp. (U23) - 39,74 s
- 2006:  Centraal-Amerikaanse en Caraïbische Spelen - 39,44 s
- 2008:  Centraal-Amerikaanse en Caraïbische kamp. - 39,22 s
- 2009:  Centraal-Amerikaanse en Caraïbische kamp. - 39,45 s